# コーンウォリス・モード (初代ド・モンタルト伯爵)

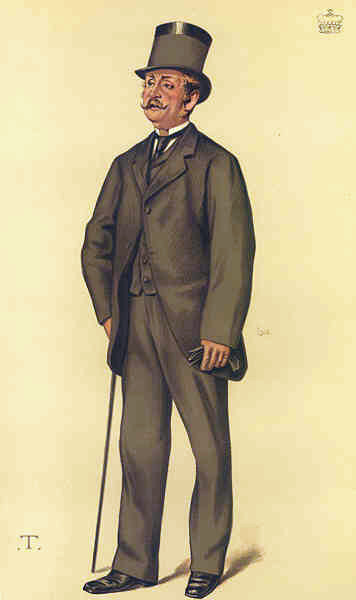
『バニティ・フェア』1881年11月26日号におけるカリカチュア、テオバルド・シャルトラン画。

初代ド・モンタルト伯爵コーンウォリス・モード（Cornwallis Maude, 1st Earl de Montalt、1817年4月4日 – 1905年1月9日）は、イギリスの貴族、政治家。保守党に属し、侍従たる議員、アイルランド貴族代表議員を務めた。

## 生涯
第3代ハワーデン子爵コーンウォリス・モードと妻ジェーン・クロフォード（Jane Craufurd、1852年3月24日没、パトリック・クロフォード・ブルースの娘）の息子として、1817年4月4日にメリルボーンのグロスター・プレイスで生まれた。1829年ごろから1834年までイートン・カレッジで教育を受けた。
1856年10月12日に父が死去すると、ハワーデン子爵位を継承した。1862年12月2日にアイルランド貴族代表議員に選出され、1905年に死去するまで務めた。貴族院では保守党に属し、1882年に貴族院副議長に選出された。このほか、歴代の保守党内閣で侍従たる議員を歴任しており、第3次ダービー伯爵内閣では1866年7月13日に任命され、第1次ディズレーリ内閣で留任するも1868年12月に辞任した。第2次ディズレーリ内閣では1874年3月2日に任命され、1880年5月に辞任した。第1次ソールズベリー侯爵内閣では1885年6月27日に任命され、1886年2月に辞任した。
1886年9月9日、連合王国貴族であるティペラリー県ダンドラムにおけるド・モンタルト伯爵に叙された。
1869年4月30日、ダンバートンシャーの副統監に任命された。1883年時点でティペラリー県に15,272エーカーの領地を所有し、合計で年収8,781ポンドに相当した。1885年にティペラリー統監に任命され、1905年に死去するまで務めたが、最晩年の1904年に領地を売却した。
1905年1月9日にホリーヘッドにあるホテルで死去、14日にケンサル・グリーン墓地に埋葬された。息子に先立たれたため、ド・モンタルト伯爵位は廃絶、ハワーデン子爵位などほかの爵位は叔父の息子ロバート・ヘンリーが継承した。

## 家族

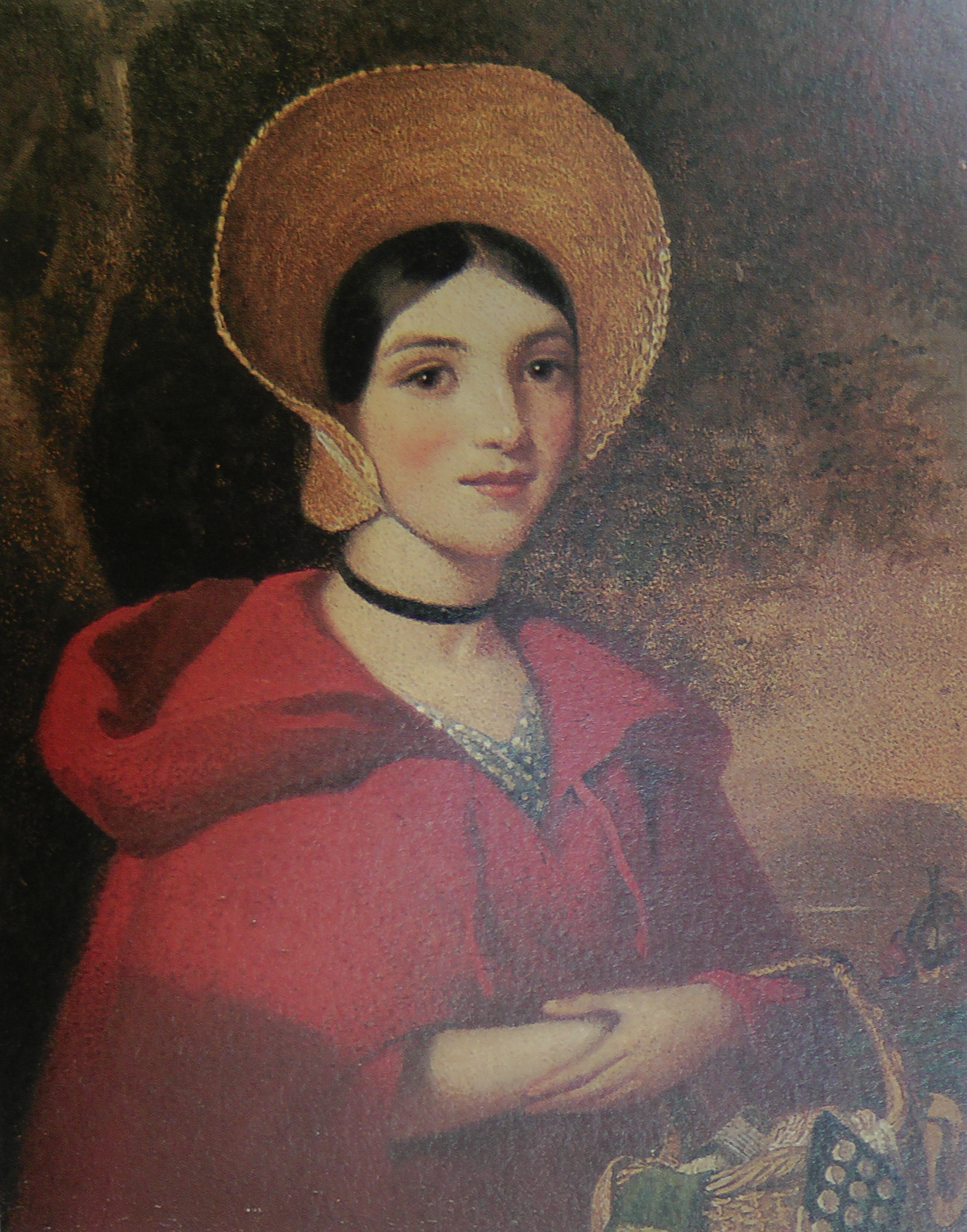
1838年ごろのクレメンティナ・モード

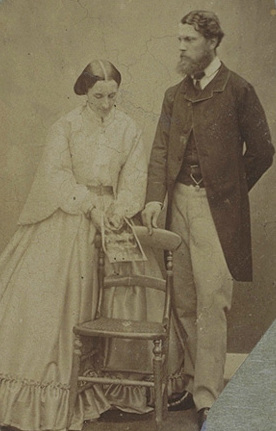
ハワーデン子爵夫人と第24代キャメロン氏族長ドナルド・キャメロン、1861年ごろ撮影。

1845年3月22日、クレメンティナ・エルフィンストン・フレミング（1822年6月1日 – 1865年1月19日、チャールズ・エルフィンストン・フレミングの娘）と結婚、2男8女をもうけた。
- イザベラ・グレース（1846年1月15日[12] – 1927年11月10日） - 1869年1月28日、第3代コルチェスター男爵レジナルド・アボットと結婚[13]
- クレメンティナ（1847年7月15日 – 1901年8月10日） - 生涯未婚[13]
- フローレンス・エリザベス（1849年11月18日 – 1931年12月25日） - 生涯未婚[13]
- コーンウォリス（1852年10月22日 – 1881年2月27日） - 陸軍軍人、第一次ボーア戦争におけるマジュバ山の戦い（英語版）で戦死。1878年2月28日、エヴァ・ヘンリエッタ・ブルック（Eva Henrietta Brooke、フランシス・リチャード・ブルックの娘）と結婚[1]、2女をもうけた[13]
- キャスリーン（1854年6月18日[12] – 1939年1月25日） - 1875年4月10日、ジェラルド・リチャード・ブルック（Gerald Richard Brooke、1891年4月26日没）と結婚したが、1886年1月に離婚した。1886年7月17日、シーモア・C・H・ブッシュ（Seymour C. H. Bushe、1922年1月27日没）と再婚[12][14]
- ビアトリクス・エマ（1856年5月4日 – 1856年8月4日[12]）
- エルフィンストン・アグネス（1857年7月18日[12] – 1921年2月12日） - 1880年4月17日、ウォルター・ジェームズ・サッジェン閣下（Hon. Walter James Sudgen、1897年2月1日没、第2代セント・レオナーズ男爵エドワード・サッジェンの弟）と結婚、子供あり[13]
- ユースタス・マウント・ステュアート（Eustace Mount Stuart、1859年12月6日 – 1859年12月7日[12]）
- リュ・ダイアナ（Leucha Diana、1860年11月30日 – 1947年[15]） - 1883年12月6日、初代準男爵サー・コートネイ・ワーナー（英語版）と結婚、子供あり[12]
- アントニア・リリアン（1864年5月3日 – 1927年6月16日） - 1912年3月30日、ウィリアム・オーガスタス・アダム（William Augustus Adam、ベンジャミン・ウィリアム・アダムの息子）と結婚[13]